# Ľudovít Filan
Ľudovít Filan (27. ledna 1925, Bratislava – 2. dubna 2000, Bratislava) byl slovenský novinář, dramaturg, režisér, scenárista a dramatik, otec textaře a básníka Borise Filana.
Po maturitě na gymnáziu (1946) pracoval v letech 1946–1951 na Pověřenictví vnitra. V letech 1952-1959 pracoval jako redaktor deníku Práca, v letech 1959–1960 týdeníku Predvoj a od roku 1960 dramaturg a režisér Studia hraných filmů v Bratislavě. Natočil vícedílné televizní filmy Prípad Gabriela (1974), Rok má šesť dní (1976) a Frajeri a frajerky (1979).

## Divadelní hry (autor)
- 1959 Žolík
- 1960 Motýle
- 1961 A bolo svetlo (předloha scénáře filmu Havrania cesta)
- 1965 Ja Adam, volám Zem
- 1970 Zbohom, vtáci ohniváci
- 1979 S nohou vo dverách

## Hrané filmy (režisér)
- 1967 Vreckári
- 1970 Naši pred bránami
- 1972 Letokruhy
- 1974 V každom počasí
- 1977 Zlatá réva
- 1979 Rosnička
- 1984 V bludisku pamäti
- 1986 Cena odvahy